# Cathal Moynihan
Cathal Moynihan (ur. 14 lutego 1981) – irlandzki wioślarz, reprezentant Irlandii w wioślarskiej czwórce bez sternika wagi lekkiej podczas Letnich Igrzysk Olimpijskich w Pekinie.

## Osiągnięcia
- Mistrzostwa Świata – Monachium 2007 – czwórka bez sternika wagi lekkiej – 12. miejsce.
- Igrzyska Olimpijskie – Pekin 2008 – czwórka bez sternika wagi lekkiej – 10. miejsce.